# جیمز تی. پروپوکانپو
جیمز تی. پروپوکانپو (انگلیسی: James T. Prokopanko) (زاده ۱۹۵۳) کارآفرین، بازرگان و مدیر ارشد اجرایی آمریکایی است، که در حال حاضر به‌عنوان مدیر عامل اجرایی شرکت موزاییک کمپانی فعالیت می‌کند.